# Khalifa bin Salman Al Khalifa
Khalifa bin Salman Al Khalifa (àrab: خليفة بن سلمان آل خليفة)  (Jasra, 24 de novembre de 1935 - Rochester, 11 de novembre de 2020) fou primer ministre de l'emirat de Bahrain; pertanyia a la dinastia regnant dels Al Khalifa.

## Biografia
És el segon fill del xeic Salman bin Hamad al Khalifa, desè Emir de Bahrain, i oncle de l'actual emir. La seva mare va ser la xeiquessa Mouza bint Hamad Al Khalifa.
Tot i que no va rebre una educació reglada, la seva experiència en el control de les finances i la seguretat de país, així com la seva habilitat per als negocis el converteixen en una de les persones de major influència de país, i una de les més riques. Des de 1954 va rebre diverses responsabilitats i va ocupar diversos càrrecs al govern de Bahrain, entre ells: President de Consell d'Educació (1957), President de la Direcció de Finances de Bahrain (1960-1966), President de Consell Municipal d'Al-Manama (1962-1967), President de Consell d'Estat (1966), President de la Junta Monetària de Bahrain, President de Consell Científic, President de Consell Suprem de Defensa, President de Consell Suprem del Petroli, President de Consell de la Funció Pública, President del Consell Suprem del Desenvolupament Econòmic.
Va ser nomenat Primer Ministre de Bahrain pel seu germà l'emir Isa bin Salman Al Khalifa el 1970, des de la independència d'aquest regne de l'Imperi britànic, moment des del qual ostenta aquest càrrec. Això el fa ser el Primer Ministre amb més anys en actiu de tot el món.
Està casat amb la seva cosina, la xeiquessa Hessa bint Ali Al Khalifa, amb qui va contreure matrimoni a Al Muharraq, i amb qui va tenir tres fills, dos homes i una dona, el xeic Ali bin Khalifa Al Khalifa, el xeic Salman bin Khalifa Al Khalifa i la xeiquessa Lulwa bint Khalifa Al Khalifa. El primogènit, el xeic Mohammad bin Khalifa Al Khalifa, va morir el 1974.